# Peter Norrman
Peter Norrman, född 22 oktober 1970 i Bromma, är en svensk entreprenör och VD på Vulkan och Lava. 

## Biografi
Norrman har magisterexamen från Stockholms universitet i ekonomi och statsvetenskap. Han har en bakgrund inom finans- och försäkringsbranscherna, och har arbetat med investeringar och entreprenörskap under 20 års tid. 
2007 grundade Norrman, tillsammans med bland annat Linda Skugge, Sigge Eklund och Michael Storåkers, Vulkan - en plattform för egenutgivning av böcker. Vulkan har vuxit snabbt och är numera Sveriges största bokutgivare med fler än 30 000 utgivna titlar. I mars 2014 var han, i egenskap av VD på Vulkan, delaktig i lanseringen av Lava, Sveriges första hybridförlag.
I februari 2023 ombildades Vulkan till Bookea Vulkan Group AB, för att samla både printförlaget och ljudboksförlaget under ett paraply. De har verksamhet i Norden, Baltikum och Polen.